# Lettertang

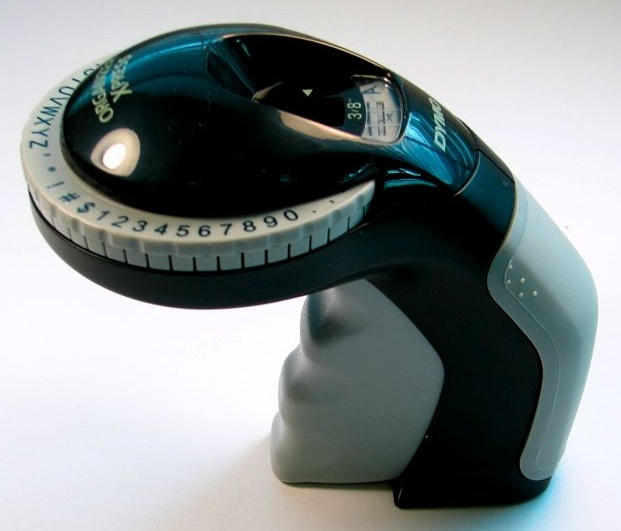
Lettertang

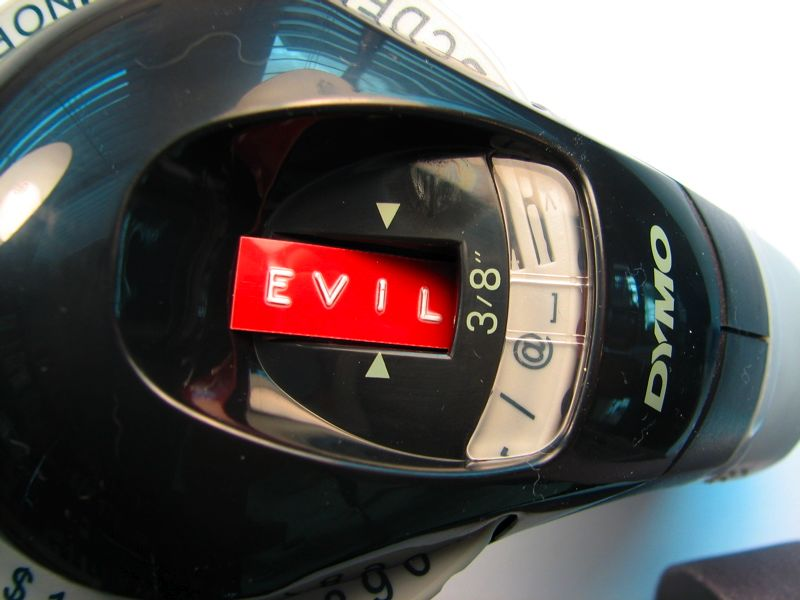
Lettertang in actie

Een lettertang is een klein mechanisch apparaat waarmee letters, cijfers en leestekens kunnen worden gedrukt in reliëftape, om er een label van te maken.
Door aan het letterwiel van de lettertang te draaien, kan worden aangegeven welk leesteken men wil indrukken in de tape. Na het indrukken schuift de reliëftape een klein stukje op, en is er de mogelijkheid om een volgend teken te kiezen. Als laatste kan men kiezen voor het afsnijden van de tape, zodat een rechte snijlijn ontstaat.

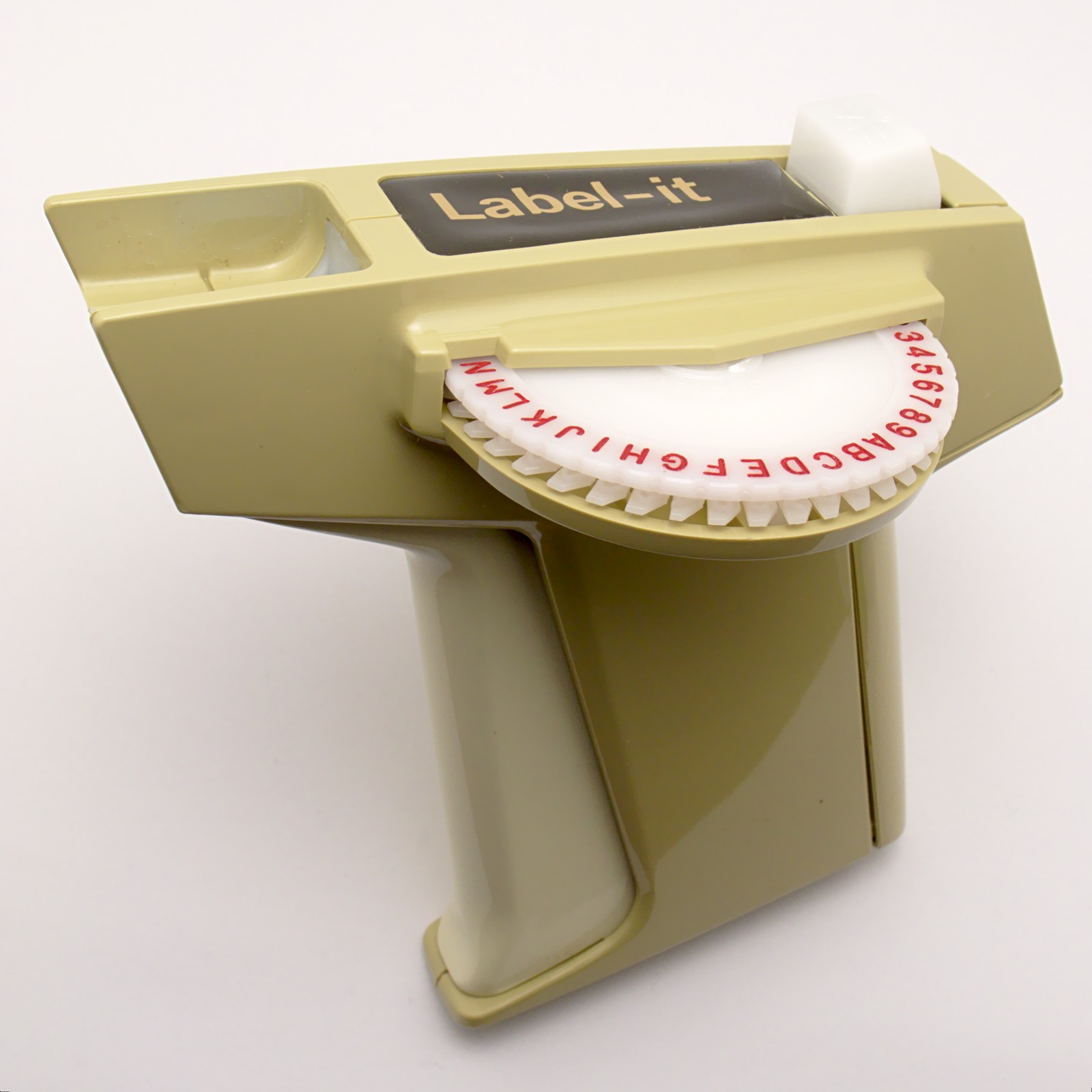
(Oudere) Dymo-lettertang